# Alfred Giżyński
Alfred Giżyński (Gierzyński) (ur. 18 września 1906 w Śródborze, zm. 21 lipca 1983 w Płocku) – polski działacz państwowy i sędzia, w latach 1946/7–1948/9 prezydent Płocka, prezes Sądu Wojewódzkiego Olsztynie.

## Życiorys
Wywodził się ze Śródborza. Ukończył gimnazjum w Płońsku, następnie w 1929 rozpoczął pracę w sądzie w Ciechanowie. W 1937 został kierownikiem sekretariatu Sądu Grodzkiego w Płocku. Podczas II wojny światowej powrócił do rodzinnego Śródborza, pracując w gospodarstwie rolnym brata. W 1945 powrócił do pracy w płockim sądzie, podjął jednocześnie zaoczne studia prawnicze na Uniwersytecie Warszawskim.
W latach 1946–1948 lub 1947–1949 sprawował funkcję prezydenta miasta Płocka, następnie powrócił do pracy w sądownictwie. Po ukończeniu studiów i aplikacji sądowej był kolejno asesorem i sędzią Sądu Grodzkiego w Płocku, a od 1951 jego prezesem. W 1957 został prezesem Sądu Wojewódzkiego w Olsztynie, w 1962 mianowany sędzią Sądu Wojewódzkiego dla województwa warszawskiego i zarazem kierownikiem Państwowego Biura Notarialnego w Płocku. Później przeszedł na emeryturę, podjął wówczas pracę w zawodzie radcy prawnego. Działacz Towarzystwa Naukowego Płockiego, a także członek władz centralnych i regionalnych Zrzeszenia Prawników Polskich.

## Życie prywatne
Syn pochodzącego z Szumani Józefa i Józefy z domu Gierzyńskiej. Miał czterech braci (w tym jednego starszego i trzech młodszych) oraz starszą siostrę, jego bratem był Lucjan Giżyński. Od 1930 był żonaty z Pelagią z domu Mosiorek, z którą miał córkę Irenę. Został pochowany na Cmentarzu Komunalnym w Płocku.

## Odznaczenia
Odznaczony Srebrnym Krzyżem Zasługi (1951) i Medalem 10-lecia Polski Ludowej (1954).